# Кострача
Кострача је насељено мјесто у општини Милићи, Република Српска, БиХ. Према попису становништва из 2013. у насељу је живјело само 24 становника.

## Становништво
Према попису становништва из 1991. године, мјесто је имало 82 становника.
| Демографија | Демографија | Демографија |
| Година      | Становника  | Становника  |
| ----------- | ----------- | ----------- |
| 1961.       | 98          |             |
| 1971.       | 127         |             |
| 1981.       | 96          |             |
| 1991.       | 81          |             |
| 2013.       | 24          |             |

## Знамените личности
- Илија Бирчанин, српски кнез